# Diplodus holbrookii
Diplodus holbrookii är en fiskart som först beskrevs av Tarleton Hoffman Bean, 1878.  Diplodus holbrookii ingår i släktet Diplodus och familjen havsrudefiskar. Inga underarter finns listade i Catalogue of Life.